# Aigueperse (Ródano)
Aigueperse é uma comuna francesa na região administrativa de Auvérnia-Ródano-Alpes, no departamento de Ródano. Estende-se por uma área de 12,95 km². Em 2010 a comuna tinha 247 habitantes (densidade: 19,1 hab./km²).